# José Pardo Llada
José Pardo Llada (Sagua la Grande, Cuba, 27 de julio de 1923-Cali, Colombia, 7 de agosto de 2009) fue un periodista, político y locutor cubano nacionalizado colombiano.

## Biografía
Nació en Sagua la Grande en la actual provincia de Villa Clara, Cuba. Su padre fue profesor, y José estudió en el colegio jesuita Sagrado Corazón de Jesús en su localidad natal, y luego su padre lo envió a estudiar Derecho en la Universidad de La Habana, pero no concluyó sus estudios. Comenzó en 1943 en el periodismo, y se hizo famoso en Cuba por cubrir durante 3 días seguidos en la emisora radial CMK el huracán que azotó la isla en 1944, que dejó cuantiosos daños y muertes. Fungió como columnista de la revista semanal Bohemia y del periódico Diario Nacional. Fue el comentarista radial más popular de Cuba antes de 1959.
En la política y el periodismo fue crítico de los gobiernos de Ramón Grau San Martín (1944-1948) y Carlos Prío Socarrás (1948-1952) por su corrupción, y eso lo hizo popular. En 1948 resultó levemente herido en un duelo a espada en el Capitolio cubano contra el representante Menelao Mora Morales, a quien ofendió por radio, y en 1949 peleó a puños con el coronel José Caramés, jefe de la Policía Nacional, a quien también insultó por radio. Se afianzó como miembro del Partido Ortodoxo que era dirigido por Eduardo Chibás, y fue elegido por este partido como miembro de la Cámara de Representantes en 1950, con una votación récord. 
En esta época hizo amistad con Fidel Castro. Fue un crítico de la dictadura de Fulgencio Batista (1952-1959) por lo cual fue detenido varias veces. Se unió a las filas del grupo guerrillero Movimiento 26 de Julio dirigido por Fidel Castro en la Sierra Maestra, en diciembre de 1958. Con el triunfo de la Revolución cubana que derrocó a Batista el 1 de enero de 1959, colaboró con líderes del nuevo gobierno como Che Guevara, Camilo Cienfuegos, Juan Almeida Bosque, y Huber Matos. 
Viajó como funcionario del gobierno a la Unión Soviética en 1960. Fue un destacado vocero del nuevo gobierno revolucionario desde 1959. En enero de 1959 fue nombrado ministro de Comunicaciones de Cuba. En 1960 salió ileso de un atentado en La Habana. Como funcionario del gobierno cubano fue un crítico severo del gobierno de Estados Unidos, al punto de que este lo fichó como comunista, y le negó la visa de turista para entrar al país. Desertó de su puesto en el gobierno de Fidel Castro en marzo de 1961 durante un viaje a México, porque no le gustaba el rumbo comunista del gobierno. Después de su deserción solicitó asilo político en México y España, pero le fue negado. En abril de 1961 estaba en España cuando su primera esposa y su hija, que quedaron en Cuba, se asilaron en la embajada venezolana en La Habana. Colombia le concedió asilo y se radicó en Cali en diciembre de 1961 (otras fuentes dicen 1963).
Ya radicado en Colombia el presidente Alfonso López Michelsen le otorgó la nacionalidad colombiana en 1974. Inició su carrera política en este país y fundó el Partido Movimiento Cívico, y fue representante a la Cámara por el Departamento del Valle del Cauca entre 1982-1986. Fue embajador de Colombia en Noruega y República Dominicana. Se desempeñó como columnista para la revista Cromos, Diario del Occidente y El Tiempo. Escribió reportajes y sobre historia, y publicó los libros Memorias de la Sierra Maestra, Pido la palabra, Fidel y el Che, Yo me acuerdo, y Santería. En 2004 fue a Cuba a someterse a un tratamiento oftalmológico y regresó a Colombia. Después que salió de Cuba no integró ninguna organización política o militar contra el gobierno cubano. Sus últimos años 
dirigió el programa Mirador en el Aire, de Radio Viva, un programa semanal de debates en el canal regional Telepacífico.
En 1950, se casó en Cuba con María Luisa Alonso (murió en 1980) y tuvo a su hija Bernadette (periodista de Miami y crítica de Fidel Castro). En 1981 se casó con la ingeniera colombiana Elsy Calderón. Tuvo un hijo (José) de una relación extramatrimonial.
Pardo Llada recibió el galardón Maestros de Maestros en el Premio de Periodismo Alfonso Bonilla Arangón de Colombia.

## Fallecimiento
El 7 de agosto de 2009 falleció en la Clínica Sebastián Belalcázar de Cali, tras complicarse sus padecimientos digestivos con una neumonía y problemas renales. Padeció úlcera estomacal y esofágica, y estuvo en coma inducido por cinco días debido al deterioro de su salud.